# 심연원 (축구 선수)
심연원(沈蓮源, 2005년 8월 2일 ~ )는 대한민국의 축구 선수로 포지션은 센터백이며 현재 K리그1 대구 FC 소속이다.